# منزل صولت
منزل صولت (بالفارسية: خانه صولت) هو منزل تاريخي يعود إلى عصر القاجاريون، ويقع في أبركوه.